# 朱元璋 (1993年电视剧)
《朱元璋》是一部由北京电视台制作、中国导演杨洁导演、1996年播出的15集电视剧，主演吕齐。反映了朱元璋从开府应天到去世30年的风云一生，重点是他和开国功臣的关系。

## 演员表
- 朱元璋（明太祖）：吕齐
- 馬皇后：张英
- 劉伯温：刘法鲁
- 李善長：李唐
- 徐達：叶庆林
- 胡惟庸：米铁增
- 宋濂：黄宗洛
- 湯和：文卜东
- 藍玉：崔维宁
- 廖永忠：李世龙
- 华云龙：张秋歌
- 张仁：张秋歌
- 陳友諒：张炬
- 张定边：王杰
- 长宁公主：卞雁敏
- 翠娘：梁丹妮
- 劉璉：宋小川
- 杨妃：吴赤
- 碧儿：金文培
- 姚康：孙维民
- 胡兰：王立平
- 傅友德：钟鸣和
- 冯牛儿：李洪涛
- 小冯牛儿：叶静
- 吴仁：张永强
- 陈宁：刘占嘉
- 涂节：王金伟
- 朱標：黄河
- 朱允炆：黄河
- 朱棣：尹力
- 廖永忠妻：齐继华
- 汤和妻：安淑芝
- 五儿：吴培
- 李彬：孙桂元
- 李氏：张志彤
- 李善长母：申云
- 赛扁鹊：陆铭
- 茹太素：黎军
- 青田县令：魏英明

## 职员表
- 编剧：郭启宏、计红绪
- 导演：杨洁
- 摄像：王崇秋、唐继全
- 美術：盛锡珊
- 文学编辑：柯章和
- 作曲：姚明
- 作詞：姚明、计红绪
- 主題歌：片头曲《大元帅》（歌手：孙国庆、韩磊）、片尾曲《凤阳小牧童》（歌手：杨钰莹、戴娆）
- 制片主任：崔景富

## 拍摄情况

### 外景地
- 大连经济技术开发区
- 远东乐园影视城